# José Luis Zerón Huguet
José Luis Zerón Huguet (Orihuela, Alicante; 28 de octubre de 1965) es un poeta, escritor, editor y periodista español. Autor de numerosos poemarios y codirector de las revistas Empireuma y La Lucerna. Los poemas suyos han sido traducidos al inglés, italiano, francés y rumano.

## Biografía
Nació en Orihuela (Alicante) el 28 de octubre de 1965. A los 19 años de edad fundó y comenzó a dirigir la revista de creación literaria Empireuma junto con los también poetas y escritores Ada Soriano, José María Piñeiro, Fernando Piñeiro y José Manuel Ramón. Revista que se editará de forma más o menos regular hasta 2015 y donde aparecerán colaboraciones de escritores como Antonio Gracia, Fernando Iwasaki, Jorge Riechmann, Antonio Colinas, Vicente Luis Mora o Jordi Doce, entre muchos otros. Trabajó durante cuatro años (1987-90) como redactor de la Vega Baja en el Periódico Elche y dos (1989-90) como corresponsal en la edición alicantina del diario ABC. En 1991 fundará la revista sociocultural La Lucerna. Y al año siguiente se creará la Asociación Cultural Ediciones Empireuma por iniciativa del escritor y pintor José Antonio Muñoz Grau.
En el año 2006, fue invitado por el Ministerio de Cultura español y el Instituto Cervantes de Bucarest a viajar a Rumanía para participar, como director de la revista Empireuma, en un encuentro de revistas literarias españolas y rumanas en el Centro Cultural de Bucarest y en un recital colectivo en la Universidad Stefan cel Mare de Suceava.

En cuanto a su producción poética, ha publicado tres plaquetas: Anúteba (1987); Alimentando lluvias (1997); y Las llamas de los suburbios (2010), y ocho poemarios: Solumbre (1993); Frondas (1999); El vuelo en la jaula (2004); Ante el umbral (2009); Sin lugar seguro (2013); De exilios y Moradas (2016); Perplejidades y certezas (2017); Espacio transitorio (2018); Intemperie (2021); y Hable la luz (2024).
En el año 2012 fue el responsable de la edición Antología comentada de Carlos Fenoll y en 2013 de la Antología poética de Joaquín Mas Nieves.
Ha publicado ensayos, artículos, cuentos y poemas en numerosas revistas nacionales e internacionales: Turia, Cuadernos del matemático, Barcarola, Nayagua, Opticks Magazine, Excodra, Crátera, Licencia poética o La Revista Áurea.
Escribió asiduamente en el periódico digital Minuto Cero y en la revista digital La Galla Ciencia. Actualmente colabora en el blog Frutos del tiempo y en el periódico digital El cuaderno. Desde 2018 coordina los 'Encuentros con la poesía en la Casa Natal de Miguel Hernández'.

## Obras

#### Poesía
- Anúteba, Ediciones Empireuma, Orihuela, 1987. Plaqueta. Junto a Ada Soriano.
- Solumbre, Ediciones Empireuma, Orihuela, 1993.
- Alimentando lluvias, Instituto Alicantino de Cultura Juan Gil-Albert, Alicante, 1997. Plaqueta.
- Frondas, Ayuntamiento de Piedrabuena y Junta de Comunidades de Castilla-La Mancha, Ciudad Real, 1999.
- El vuelo en la jaula, Cátedra Arzobispo Loazes, Universidad de Alicante, 2004.
- Ante el umbral, Instituto Alicantino de Cultura Juan Gil-Albert, Alicante, 2009.
- Las llamas de los suburbios, Fundación cultural Miguel Hernández, Orihuela, 2010. Plaqueta.
- Sin lugar seguro, Editorial Germanía, Alzira, 2013.
- De exilios y Moradas, Polibea, Madrid, 2016.
- Perplejidades y certezas, Editorial Ars poética, Oviedo, 2017.
- Espacio transitorio, Huerga y Fierro Editores, Madrid, 2018.[11]
- Intemperie, Sapere Aude. Oviedo, 2021.
- Hable la luz, OléLibros. Valencia, 2024.

Prosa
- A salto de mata. Fragmentos de un diario 2008-2016, Ediciones Frutos del Tiempo. Elche, 2023.

#### Antologías
Los poemas de José Luis Zerón Huguet han sido incluidos en las siguientes obras:

- Poesía joven alicantina, Diputación de Alicante, 1985.
- Poetas españoles de hoy, Universidad de Perpiñán, 1986.
- Los nuevos poetas, Editorial Seuba, 1994.
- Alimentando lluvias, Instituto Alicantino Cultura Juan Gil-Albert, Alicante, 2001.
- Artistas por Miguel Hernández en su centenario 1910-2010, Orihuela, 2010.
- Tauromaquia teñida de azul “Brindis a Antonio Sarabia “El Into”, exposición de José Aledo Sarabia, Orihuela, 2011.
- Miguel Hernández desde América, University of Texas, 2011, en torno a la conmemoración del centenario del nacimiento de Miguel Hernández.
- El libro de plomo, Orihuela, 2013.
- Antología Actual de la Poesía Española. La escritura plural. Selección, notas y presentación Fulgencio Martínez, Ars poetica, 2019.
- Polifonía de lo inmanente (apuntes sobre poesía española contemporánea (2010-2017). Lastura ediciones y Editorial Juglar, Castilla-La Mancha, 2017.
- Quedan los árboles, edición de Jordi Doce y Álvaro Valverde, publicada por la Fundación Muñoz Ortega, Badajoz, 2025.

Asimismo, ha preparado antologías de otros autores:
- Hacia Miguel Hernández. Artículos de Ramón Pérez Álvarez, edición y prólogo, Aitor L. Larrabide y José Luis Zerón Huguet. Fundación Cultural Miguel Hernández y Asociación Cultural Ediciones Empireuma, Orihuela, 2003
- Antología comentada de Carlos Fenoll, Concejalía de Cultura del Excelentísimo Ayuntamiento de Orihuela, 2012
- Antología poética de Joaquín Mas Nieves, Concejalía de Cultura del Excelentísimo Ayuntamiento de Orihuela, 2013
- Encuentros con la Poesía en la Casa Natal de Miguel Hernández. 27 poetas. Fundación Cultural Miguel Hernández y concejalía de Cultura del Excelentísimo Ayuntamiento de Orihuela (Coordinador editorial), 2019.
- El corazón del claroscuro. Poesía reunida de Miguel Ruiz Martínez, Fundación Cultural Miguel Hernández (Coordinador editorial junto a Ada Soriano y José María Piñeiro), 2019.
- Encuentros con la poesía. 13 poetas, Fundación Cultural Miguel Hernández y Excmo, Ayuntamiento de Orihuela, 2020.
- Encuentros con la poesía. 13 poetas, Fundación Cultural Miguel Hernández y Excmo, Ayuntamiento de Orihuela, 2021.

## Premios
- Accésit del Premio Ciudad de Orihuela 1987 por Solumbre[4]
- Premio Nacional Los Montesinos 2001 por el poema extenso Paisaje del insomnio[4]
- Premio Nacional de Poesía Nicolás del Hierro 1999 por Frondas[4]
- Premio Nacional de Poesía Ciudad de Callosa 2000 por Ante el umbral[4]
- Premio Nacional de Novela Corta de Callosa 2000 por Detrás de lo que fuimos[4]
- Finalista del Premio Nacional de Poesía Miguel Hernández 2000 por Ante el umbral[4]